# Kitzeberg
Kitzeberg is een plaats in de Duitse gemeente Heikendorf, deelstaat Sleeswijk-Holstein.